# Хардинг, Хамиш
Джордж Хэмиш Ливингстон Хардинг (англ. George Hamish Livingston Harding, 24 июня 1964, Хаммерсмит, Великобритания — 18 июня 2023, Северная Атлантика, обломки «Титаника») — британский бизнесмен, авиатор и космический турист, основатель корпорации Action Group и председатель Action Aviation.

## Биография
Хэмиш Хардинг родился 24 июня 1964 года в Хаммерсмите, в западной части лондонского округа (боро) Хаммерсмит и Фулем. Детство провел в Гонконге. Получил степень бакалавра и магистра в Кэмбриджском Пемброк-колледже.
Хэмиш Хардинг в 2016 году сопровождал астронавта Базза Олдрина.
В 2017 году начал сотрудничество с антарктической туристической компанией для внедрения первого регулярного рейса бизнес-джета на Белый континент с использованием ледовой взлётно-посадочной полосы.
В июле 2019 года вместе с Терри Вёртсом установил рекорд по скорости кругосветного перелёта через Северный и Южный полюса.
В марте 2021 года вместе с американским инвестором Виктором Весково совершил погружение в самую глубокую точку Марианской впадины, а летом 2022 года в качестве космического туриста входил в экипаж многоразовой суборбитальной ракеты-носителя New Shepard.

### Смерть
18 июня 2023 года Хэмиш Хардинг находился на борту подводного аппарата «Титан», принадлежащего компании OceanGate, Inc., в экспедиции по осмотру обломков «Титаника». Аппарат потерял связь с надводным судном MV Polar Prince. В поисково-спасательных операциях участвовали морские и воздушные силы США, Канады и Франции.
22 июня, после обнаружения обломков примерно в 490 метрах от носа «Титаника», компания заявила, что, Хэмиш Хардинг и ещё четверо людей, осуществлявших очередное глубоководное погружение к месту крушения лайнера «Титаник», пропали. Позднее пресс-конференция Береговой охраны США подтвердила, что в результате имплозии корпуса, не выдержавшего давления воды во время спуска, весь экипаж погиб. 23 июня 2023 года был признан погибшим при крушении батискафа «Титан».

## Семья
Был женат на женщине по имени Линда. Двое сыновей. Младший сын стал самым юным землянином (13 лет), побывавшим на Южном полюсе.